# Wilbrod Slaa
Wilbrod Peter Slaa (ur. 29 października 1948) – tanzański duchowny katolicki i polityk. Deputowany do parlamentu od 1995, kandydat na urząd prezydenta w wyborach w 2010.

## Życiorys
Wilbrod Slaa w 1973 ukończył filozofię w seminarium duchownym Kibosho Seminary School, a w 1977 teologię w seminarium Kipalapala Seminary. W 1977 przyjął święcenia kapłańskie i rozpoczął posługę w diecezji Mbulu w tanzańskim regionie Manyara. W 1981 uzyskał tytuł doktora prawa na Papieskim Uniwersytecie Urbaniana w Rzymie. Od 1985 do 1991 był sekretarzem generalnym Konferencji Episkopatu Tanzanii. W 1991 wystąpił ze stanu duchownego. W latach 1992–1998 pełnił funkcję dyrektora Tanzańskiego Stowarzyszenia Niewidomych. 
W latach 90. zaangażował się w działalność polityczną. Wstąpił do rządzącej Partii Rewolucji (Chama Cha Mapinduzi, CCM). W 1995 odszedł jednak z niej, po tym jak nie mógł wziąć z jej ramienia udziału w wyborach do parlamentu. Wstąpił wówczas do opozycyjnej Partii Demokracji i Rozwoju (Chama Cha Demokrasia na Maendeleo, CHADEMA), zdobywając mandat deputowanego w okręgu Karatu (region Arusza). W wyborach w 2000 oraz w 2005 uzyskiwał reelekcję. W latach 1998–2002 zajmował stanowisko wiceprzewodniczącego partii CHADEMA, a w 2002 objął urząd jej sekretarza generalnego.
W czasie konwencji CHADEMA w sierpniu 2010 został wybrany jej kandydatem na urząd prezydenta w wyborach prezydenckich w październiku 2010. Uzyskał 752 spośród 758 głosów delegatów. W wyborach 31 października 2010 zajął drugie miejsce z wynikiem 26% głosów, przegrywając z urzędującym prezydentem Jakayą Kikwete, który uzyskał 61% głosów. Nie uznał wyników wyborów, oskarżając władze o fałszerstwa wyborcze.